# Euphthiracarus scuticus
Euphthiracarus scuticus är en kvalsterart som beskrevs av Wojciech Niedbała 2006. Euphthiracarus scuticus ingår i släktet Euphthiracarus och familjen Euphthiracaridae. Inga underarter finns listade i Catalogue of Life.